# Vapor
Vapor ist ein Open-Source-Webframework, das in Swift geschrieben wurde. Es kann zum Erstellen von RESTful-APIs, Webanwendungen und Echtzeitanwendungen mit WebSockets verwendet werden. Zusätzlich zum Kernframework bietet Vapor eine Objektrelationale Abbildung (ORM) namens Fluent, eine Vorlagensprache (Leaf) und Pakete, um die Benutzerauthentifizierung und -autorisierung zu vereinfachen.
Der Quelltext von Vapor wird auf GitHub gehostet und unter der MIT-Lizenz lizenziert. Vapor ist seit 2016 Teil der Swift-Arbeitsgruppe für Server-APIs.

## Geschichte
Vapor 0.1.0 wurde einen Monat nach dem Start von Apples Open-Source-Projekt Swift als Proof of Concept für Serveranwendungen für Swift veröffentlicht und hat am 3. Dezember 2015 mit der Unterstützung der Linux-Plattform begonnen. Vapor 1.0 erschien September 2016, gefolgt von der Veröffentlichung von Vapor 2.0 im Mai 2017.
Das Framework wurde für die Version 3.0 neu geschrieben und wurde auf Apples Netzwerk-Framework SwiftNIO aufgebaut. Version 4.0 verwendet SwiftNIO 2.0 und ist in das Swift Server Working Group-Ökosystem eingebunden, außerdem nutzt Fluent nun die ab Swift 5.1 verfügbaren property wrapper.

### Releases
| Version | Erscheinungsdatum  | Swift Version |
| ------- | ------------------ | ------------- |
| 1.0     | 15. September 2016 | 3.0           |
| 2.0     | 17. Mai 2017       | 3.1           |
| 3.0     | 4. Mai 2018        | 4.1           |
| 4.0     | 9. April 2020      | 5.2           |

## Features
Vapor unterstützt folgende Funktionen:
- Asynchrones IO-System
- Authentifizierung: basic, JWT und Passwort
- Cache: Redis und in-Memory
- Konsolen-Formatierung
- Content-Darstellung: JSON, multipart und URL-kodiert
- Krypto: RNG, ciphers, digests, RSA
- Fluent ORM: MySQL, PostgreSQL und SQLite
- HTTP Client und Server
- Loggen
- URL-Routing
- WebSocket Client und Server